# Martin Bína
Martin Bína (* 21. května 1983, Pelhřimov) je český cyklokrosař, juniorský mistr světa, vítěz Světového poháru, vicemistr Evropy, několikanásobný vítěz Českého poháru a mistr České republiky.

## Kariéra
V 8 letech začínal se silniční cyklistikou v TJ Spartak Pelhřimov pod vedením svého otce Josefa, také bývalého cyklisty. S nástupem na střední školu se přestěhoval do Tábora a přestoupil do místního CT Budvar Tábor. Pod vedením trenéra Stanislava Bambuly dosáhl na první úspěchy a stal se juniorským mistrem světa v cyklokrosu (2001).
Ještě předtím, než jeho profesionální kariéru poprvé přerušila operace kolene (2006–2008), stal se několikrát vicemistrem České republiky a získal také celkové vítězství v závodech Světového poháru (sezona 2004/2005). Po návratu do sedla cyklokrosového kola dosáhl dvakrát na titul celkového vítěze Českého poháru (sezony 2008/2009, 2009/2010). Na mistrovství světa v Táboře se v roce 2010 zařadil 4. místem mezi nejlepší české cyklokrosaře. Jeho kariéru bohužel znovu na dva roky přerušil úraz a operace kolene (2010–2012).
Po dvou operacích kolene a dvou sezonách mimo závody se k profesionální cyklistice vrátil v sezoně 2012/2013. Ihned opanoval Český cyklokros, stal se celkovým vítězem Českého poháru a vicemistrem České republiky. V závěru takto vydařené návratové sezony pak ještě zvítězil v závodě světového poháru v Hoogerheide.
V sezonách 2013/1014 a 2014/2015 jezdil za belgický tým Corendon-KwadrO (dříve KwadrO-Stannah). V sezoně 2014/2015 oblékal dres mistra České republiky.
Po další vynucené zdravotní pauze, tentokrát v důsledku únavového syndromu, se v sezoně 2017/2018 vrátil rekreačně na závodní tratě v barvách týmu CK Kolokrám. Nominoval se na ME v Táboře a sezonu zakončil 4. místem v seriálu Českého poháru.
V roce 2015 založil vlastní značku sportovní kosmetiky BINA.

## Týmy
- 1991–1998 Spartak Pelhřimov
- 1998–2002 CT Budvar Tábor
- 2002–2006 Author
- 2006–2008 zraněn
- 2008–2010 Cyklo Team Budvar Tábor
- 2010–2012 zraněn
- 2012–2013 ČEZ Cyklo Team Tábor
- 2013–2015 Corendon-KwadrO (dříve KwadrO-Stannah)
- 2017–2018 CK Kolokrám

## Úspěchy v mezinárodních závodech
- 2001, MS Tábor junioři (1. místo)
- 2002, MS Zolder U23 (6. místo)
- 2003, MS Monopoli U23 (4. místo), ME Tábor U23 (2. místo)
- 2004, ME Vossem U23 (3. místo), Igorre (5. místo)
- 2005, Celkový vítěz SP kategorie U23 (2004/2005), SP Hofstade (9. místo)
- 2008, SP Tábor (3. místo), Noordzeecross (5. místo)
- 2009, SP Treviso (4. místo), SP Kalmthout (6. místo)
- 2010, MS Tábor (4. místo)
- 2013, SP Hoogerheide (1. místo), SP Zolder (2. místo), SP Tábor (8. místo), MS Lousville (10. místo), BPost Bank Trophy Ronse (2. místo), Superprestige Diegem (5. místo), Cauberg Cyclo Cross (1. místo), GP Stad Eeeklo (3. místo)
- 2014, SP Rome (5. místo), SP Zolder (9. místo)

## Úspěchy v národních závodech
- 1998, MČR Pelhřimov kadeti (1. místo), Celkový vítěz ČP kadetů (1997/1998), Závod míru mládeže Jevíčko – 3. etapa (1. místo)
- 1999, MČR Orlová junioři (2. místo), Celkově 2. místo ČP (1998/1999)
- 2000, MČR MTB Teplice junioři (2. místo)
- 2002, MČR Hlinsko (2. místo)
- 2003, MČR Louny (2. místo)
- 2005, MČR Mladá Boleslav (2. místo)
- 2006, MČR Podbořany (2. místo), Celkově 2. místo ČP (2005/2006)
- 2009, MČR Kolín (5. místo), Celkový vítěz ČP (2008/2009)
- 2010, MČR Tábor (3. místo), Celkový vítěz ČP (2009/2010)
- 2013, MČR Stříbro (2. místo), Celkový vítěz ČP (2012/2013)
- 2014, MČR Loštice (1. místo)